# Bomberos de Mexicali
Los Bomberos de Mexicali fue un equipo que participó en el Circuito de Baloncesto de la Costa del Pacífico con sede en Mexicali, Baja California, México.

## Historia
Los Bomberos iniciaron su camino rumbo el campeonato de la CIBACOPA el 25 de febrero de 2010 en la Bombera No.1 de la Ciudad de Mexicali, Baja California. En cuya fecha, el presidente Mauricio Chávez, entrenador David “Bambi” Abramowitz, director deportivo Nasser Millanes y gerente general Martín Bojórquez participaron junto el Heroico Cuerpo de Bomberos de Mexicali en la presentación del equipo, todo con el firme propósito de salir campeón.
En su primera vuelta dentro de su campaña inaugural, los Bomberos saldarán un récord de 10 victorias y 7 no victorias, alcanzando en su momento el primer sitio del campeonato. Dentro de la segunda vuelta del campeonato – a concluirse el 12 de mayo de 2010 – el equipo lucha dentro de los primeros lugares para entrar a la pos-temporada y buscar el campeonato del Circuito.
Abandonaron el circuito para la temporada 2012.

## Jugadores

### Roster actual
- Alberto González

- Elvis Medina

- Forrest Fisher

- Gene Shipley

- Hugo Estrada

- Julio César Everardo

- Leonardo Olachea

- Mauricio Lucero

- Othon Gastelum

- Paul Girón

- Roberto Martínez

- Cesar Briseño